# Ay, qué noche tan preciosa
Ay, qué noche tan preciosa, à l'origine intitulée Cumpleaños Felíz, est une chanson d'anniversaire chantée traditionnellement au Venezuela. 

## Développement
Il s'agit probablement de la chanson la plus célèbre du pays, cette dernière étant reprise à tous les anniversaires célébrés par des vénézuéliens. Plus qu'un thème musical, il fait partie de l'idiosyncrasie du vénézuélien. Cette chanson précède le traditionnel Cumpleaños feliz sur le thème connu internationalement bien que le rythme des deux chansons soit relativement différent. 
L'auteur de la chanson Luis Alejandro Cruz Cordero, musicien et compositeur, est à l'origine du quartet Los Naipes, groupe vénézuélien de musiques romantiques dans les années soixante. Cruz composé une grande quantité d'œuvres telles que Ingenua (Dumbi Dumbi), Como poder Olvidarte, El Arreo. En tout on estime qu'ils ont réalisé plus de 1000 compositions dont plus de 400 ont été enregistrées auprès de la Société des auteurs, compositeurs du Venezuela (SACVEN). 
On raconte que Luis Cruz a écrit cette chanson en 1953 pour impressionner sa petite amie de l'époque, prénommée Rebeca, le jour de son anniversaire. Bien que reprise par d'autres artistes, il faudra attendre 1964 pour que celle-ci entre dans la postérité. Cette année-là, Emilio Teodoro Giannotti Arvelo se trouvait aux studios Discomoda avec Luis Cruz, en compagnie du trio Los Latinos. Il dit avoir entendu et appris la chanson à cette occasion. Il manquait alors un titre au disque qu'il était en train de réaliser et il aurait proposé au chargé de production d'inclure cette chanson. Ce dernier après avoir plusieurs fois refusé, estimant le titre trop vieux, fini par accepter. Grâce à celle-ci, il va connaître le succès au Venezuela mais aussi en Colombie, au Pérou, au Panama, et à Porto Rico.
Emilio, le chanteur, décède, victime de la maladie Covid-19, le 15 mars 2021, dans la ville de Los Teques, au Venezuela.